# Fernando Benítez
Fernando de Jesús Benítez Gómez (Tepic, 6 agosto 1989) è un cestista messicano.

## Carriera
Con il Messico ha disputato due edizioni dei Campionati americani (2013, 2017).